# Grand Prix USA 1989
Grand Prix USA 1989 (XXVI Iceberg United States Grand Prix), pátý závod 40. ročníku mistrovství světa vozů Formule 1 se poprvé uskutečnil na městském okruhu v Phoenixu (Arizona).
Grand Prix USA XXVI Iceberg United States Grand Prix
- 4. červen 1989
- Okruh Phoenix
- 75 kol × 3,798 km = 284,850 km
- 473. Grand Prix
- 36. vítězství Alaina Prosta
- 74. vítězství pro McLaren
- 62. vítězství pro Francii
- 36. vítězství pro vůz se startovním číslem 2

## Výsledky
V týdnu mezi Grand Prix Mexika a Grand Prix USA došlo ke změně v týmu March jehož novým majitelem a zároveň hlavním sponzorem se stala společnost Leyton House. Slunečné počasí v Arizoně bylo přímo nesnesitelné a to se projevilo na návštěvnosti, na okruhu se objevilo jen minimum diváků. Také kvalifikace nenabídla žádný mimořádný zážitek a tak postavení na startu nebylo žádným překvapením. V čele byl Ayrton Senna následoval ho Alain Prost, v první řadě teda stály oba McLareny, následoval Alessandro Nannini (Benetton), Nigel Mansell (Ferrari), Martin Brundle (Brabham), Alex Caffi (Dallara), Stefano Modena (Brabham), Gerhard Berger (Ferrari), Michele Alboreto (Tyrrell) a desítku uzvíral Derek Warwick (Arrows). S problémy se potýkaly oba vozy Williams, Riccardo Patrese byl až 14. a Thierry Boutsen 16. Ayrton Senna stál po 34 na pole positions a překonal tak rekord 33 startů z prvního místa Jima Clarka.
Start se nejlépe podařil Sennovi a v první zatáčce se za ním seřadili Prost, Nannini a Mansell. Nanniniho Benetton začal ztrácet na rychlosti a tak se přes něj postupně dostal Mansell, Caffi, Modena, i Brundle. Nannini nakonec v 10. kole pomalu jedoucí Benetton odstavil v boxech. Po 16 kolech byl Sennův náskok před Prostem 4.25s. Po průjezdu dalšího kola se tento náskok ještě zdvojnásobil to když se motor ve voze Alaina Prosta začal přehřívat. Ve 28. kole vypověděla službu převodovka a i když se ji snažil další tři kola domluvit, závod pro něj skončil. Hned po něm musel do boxu i Senna se závadou elektroniky a do závodu se již nevrátil. Alain Prost vyhrál již 36 Grand Prix a upevnil si postavení v žebříčku v počtu vítězství. Vynikající stíhací jízdou ze 14. místa na startu se Riccardo Patrese pobojoval až na druhou příčku v cíli. Třetí nakonec dojel Eddie Cheever s vozem Arrows.
Závod byl původně vypsán na 81 kol, ale vítěz byl odmávnut po průjezdu 75. kola protože uplynul časový limit dvou hodin.
| Pozice | Jezdec             | Vůz                | Čas                     |
| ------ | ------------------ | ------------------ | ----------------------- |
| 1      | Alain Prost        | McLaren MP4/5      | 2:01'33.133             |
| 2      | Riccardo Patrese   | Williams FW12C     | á 0:39:696              |
| 3      | Eddie Cheever      | Arrows A11         | á 0:43:210              |
| 4      | Christian Danner   | Rial ARC2          | á 1 kolo                |
| 5      | Johnny Herbert     | Benetton B188      | á 1 kolo                |
| 6      | Thierry Boutsen    | Williams FW12C     | á 1 kolo                |
| 7      | Gabriele Tarquini  | AGS JH23B          | á 2 kola/Motor          |
| 8      | Andrea de Cesaris  | Dallara BMS-189    | á 5 kol                 |
| 9      | Jonathan Palmer    | Tyrrell 018        | á 6 kol/Palivový systém |
| Kolo   | Odstoupili         | -                  | -                       |
| 61     | Gerhard Berger     | Ferrari F1-89      | Alternátor              |
| 59     | Alex Caffi         | Dallara BMS-189    | Kolize                  |
| 52     | Nelson Piquet      | Lotus 101          | Mimo trať               |
| 50     | Stefan Johansson   | Onyx ORE-1         | Suspensor               |
| 46     | Luis Perez-Sala    | Minardi M189       | Motor                   |
| 44     | Ayrton Senna       | McLaren MP4/5      | Elektronika             |
| 43     | Martin Brundle     | Brabham BT58       | Brzdy                   |
| 37     | Stefano Modena     | Brabham BT58       | Brzdy                   |
| 31     | Nigel Mansell      | Ferrari F1-89      | Alternátor              |
| 26     | Pierluigi Martini  | Minardi M189       | Motor                   |
| 24     | Satoru Nakadžima   | Lotus 101          | Plynový pedál           |
| 22     | Ivan Capelli       | Leyton House CG891 | Rozvodovka              |
| 20     | Mauricio Gugelmin  | Leyton House CG891 | Diskvalifikace          |
| 17     | Michele Alboreto   | Tyrrell 018        | Převodovka              |
| 10     | Alessandro Nannini | Benetton B188      | *                       |
| 7      | Derek Warwick      | Arrows A11         | Kolize                  |
| 3      | Philippe Alliot    | Lola LC89          | Mimo trať               |

### Nejrychlejší kolo
- Ayrton Senna McLaren Honda 1'33.969
- 11. nejrychlejší kolo Ayrtona Senny
- 51. nejrychlejší kolo pro McLaren
- 45. nejrychlejší kolo pro Brazílie
- 51. nejrychlejší kolo pro vůz se startovním číslem 1

### Vedení v závodě
| Kola         | km         | Jezdec       | %    |
| 1.–33. kolo  | 125,334 km | Ayrton Senna | 44 % |
| 34.–75. kolo | 159,516 km | Alain Prost  | 56 % |
| ------------ | ---------- | ------------ | ---- |

| Ayrton Senna | Alain Prost |
| ------------ | ----------- |

### Postavení na startu
- Ayrton Senna McLaren Honda 1'30.108
- 34. pole positions Ayrtona Senny
- 45. pole positions pro McLaren
- 65. pole positions pro Brazílii
- 49. pole positions pro vůz se startovním číslem 1
- červeně -
- zeleně – Startoval z posledního místa pro nepovolené esence

| 1. řada  | 2                 | 1                  |
|          | Alain Prost       | Ayrton Senna       |
|          | McLaren           | McLaren            |
|          | 1'31.517          | 1'30.108           |
| 2. řada  | 4                 | 3                  |
|          | Nigel Mansel      | Alessandro Nannini |
|          | Ferrari           | Benetton           |
|          | 1'31.927          | 1'31.799           |
| 3. řada  | 6                 | 5                  |
|          | Alex Caffi        | Martin Brundle     |
|          | Dallara           | Brabham            |
|          | 1'32.160          | 1'31.960           |
| 4. řada  | 8                 | 7                  |
|          | Gerhard Berger    | Stefano Modena     |
|          | Ferrari           | Brabham            |
|          | 1'32.364          | 1'32.286           |
| 5. řada  | 10                | 9                  |
|          | Derek Warwick     | Michele Alboreto   |
|          | Arrows            | Tyrrell            |
|          | 1'32.492          | 1'32.491           |
| 6. řada  | 12                | 11                 |
|          | Philippe Alliot   | Ivan Capelli       |
|          | Lola              | March              |
|          | 1'32.562          | 1'32.493           |
| 7. řada  | 14                | 13                 |
|          | Riccardo Patrese  | Andrea de Cesaris  |
|          | Williams          | Dallara            |
|          | 1'32.795          | 1'32.649           |
| 8. řada  | 16                | 15                 |
|          | Thierry Boutsen   | Pierluigi Martini  |
|          | Williams          | Minardi            |
|          | 1'33.044          | 1'33.031           |
| 9. řada  | 18                | 17                 |
|          | Mauricio Gugelmin | Eddie Cheever      |
|          | March             | Arrows             |
|          | 1'33.324          | 1'33.214           |
| 10. řada | 20                | 19                 |
|          | Luis Perez-Sala   | Stefan Johansson   |
|          | Minardi           | Onyx               |
|          | 1'33.724          | 1'33.370           |
| 11. řada | 22                | 21                 |
|          | Nélson Piquet     | Jonathan Palmer    |
|          | Lotus             | Tyrrell            |
|          | 1'33.745          | 1'33.741           |
| 12. řada | 24                | 23                 |
|          | Gabriele Tarquini | Satoru Nakadžima   |
|          | AGS               | Lotus              |
|          | 1'33.790          | 1'33.782           |
| 13. řada | 26                | 25                 |
|          | Christian Danner  | Johnny Herbert     |
|          | Rial              | Benetton           |
|          | 1'33.848          | 1'33.806           |
| -------- | ----------------- | ------------------ |

### Kvalifikace
| Pozice | Jezdec             | Vůz                | Čas      |
| ------ | ------------------ | ------------------ | -------- |
| 1      | Ayrton Senna       | McLaren MP4/5      | 1'30.108 |
| 2      | Alain Prost        | McLaren MP4/5      | 1'31.517 |
| 3      | Alessandro Nannini | Benetton B188      | 1'31.799 |
| 4      | Nigel Mansell      | Ferrari F1-89      | 1'31.927 |
| 5      | Martin Brundle     | Brabham BT58       | 1'31.960 |
| 6      | Alex Caffi         | Dallara BMS-189    | 1'32.160 |
| 7      | Stefano Modena     | Brabham BT58       | 1'32.286 |
| 8      | Gerhard Berger     | Ferrari F1-89      | 1'32.364 |
| 9      | Michele Alboreto   | Tyrrell 018        | 1'32.491 |
| 10     | Derek Warwick      | Arrows A11         | 1'32.492 |
| 11     | Ivan Capelli       | Leyton House CG891 | 1'32.493 |
| 12     | Philippe Alliot    | Lola LC89          | 1'32.562 |
| 13     | Andrea de Cesaris  | Dallara BMS-189    | 1'32.649 |
| 14     | Riccardo Patrese   | Williams FW12C     | 1'32.795 |
| 15     | Pierluigi Martini  | Minardi M189       | 1'33.031 |
| 16     | Thierry Boutsen    | Williams FW12C     | 1'33.044 |
| 17     | Eddie Cheever      | Arrows A11         | 1'33.214 |
| 18     | Mauricio Gugelmin  | Leyton House CG891 | 1'33.324 |
| 19     | Stefan Johansson   | Onyx ORE-1         | 1'33.370 |
| 20     | Luis Perez-Sala    | Minardi M189       | 1'33.724 |
| 21     | Jonathan Palmer    | Tyrrell 018        | 1'33.741 |
| 22     | Nelson Piquet      | Lotus 101          | 1'33.745 |
| 23     | Satoru Nakadžima   | Lotus 101          | 1'33.782 |
| 24     | Gabriele Tarquini  | AGS JH23B          | 1'33.790 |
| 25     | Johnny Herbert     | Benetton B188      | 1'33.806 |
| 26     | Christian Danner   | Rial ARC2          | 1'33.848 |
| 27     | Olivier Grouillard | Ligier JS33        | 1'34.153 |
| 28     | Roberto Moreno     | Coloni FC188B      | 1'34.352 |
| 29     | René Arnoux        | Ligier JS33        | 1'34.798 |
| 30     | Yannick Dalmas     | Lola LC89          | 1'35.496 |

### Předkvalifikace
| Pozice | Jezdec                | Vůz               | Čas      |
| ------ | --------------------- | ----------------- | -------- |
| 1      | Martin Brundle        | Brabham BT58      | 1'32.293 |
| 2      | Alex Caffi            | Dallara BMS-189   | 1'32.992 |
| 3      | Stefan Johansson      | Onyx ORE-1        | 1'33.768 |
| 4      | Stefano Modena        | Brabham BT58      | 1'33.924 |
| 5      | Piercarlo Ghinzani    | Osella FA1M       | 1'34.281 |
| 6      | Pierre-Henri Raphanel | Coloni FC188B     | 1'35.110 |
| 7      | Gregor Foitek         | Euro Brun ER-188B | 1'35.805 |
| 8      | Nicola Larini         | Osella FA1M       | 1'36.470 |
| 9      | Joachim Winkelhock    | AGS JH23B         | 1'36.498 |
| 10     | Volker Weidler        | Rial ARC2         | 1'36.583 |
| 11     | Bernd Schneider       | Zakspeed 891      | 1'36.610 |
| 12     | Aguri Suzuki          | Zakspeed 891      | 1'37.776 |
| 14     | Bertrand Gachot       | Onyx ORE-1        | 1'45.530 |

### Zajímavosti
- Vůz se startovním číslem 21 absolvoval 250 GP
- 25 GP absolvoval vůz Dallara a Rial
- 10 GP absolvoval motor Lamborghini a Yamaha
- 100 GP absolvoval Piercarlo Ghinzani

| Pole position | Vítězství     | Nej. kolo     |
| Ayrton Senna  | Alain Prost   | Ayrton Senna  |
| McLaren MP4/5 | McLaren MP4/5 | McLaren MP4/5 |
| 1'30.108      | 2:01'33.133   | 1'33.969      |
| 151,738 km/h  | 140,606 km/h  | 145,503 km/h  |
| ------------- | ------------- | ------------- |

### Stav MS
- Zelená - vzestup
- Červená - pokles

| *  | Jezdec             | Body |
| -- | ------------------ | ---- |
| 1  | Alain Prost        | 29   |
| 2  | Ayrton Senna       | 27   |
| 3  | Riccardo Patrese   | 12   |
| 4  | Nigel Mansell      | 9    |
| 5  | Alessandro Nannini | 8    |
| 6  | Michele Alboreto   | 6    |
| 7  | Johnny Herbert     | 5    |
| 8  | Eddie Cheever      | 4    |
| 9  | Mauricio Gugelmin  | 4    |
| 10 | Stefano Modena     | 4    |
| 11 | Thierry Boutsen    | 4    |
| 12 | Derek Warwick      | 4    |
| 13 | Alex Caffi         | 3    |
| 14 | Christian Danner   | 3    |
| 15 | Gabriele Tarquini  | 1    |
| 16 | Martin Brundle     | 1    |
| 17 | Jonathan Palmer    | 1    |

| *  | Vůz      | Body |
| -- | -------- | ---- |
| 1  | McLaren  | 56   |
| 2  | Williams | 16   |
| 3  | Benetton | 13   |
| 4  | Ferrari  | 9    |
| 5  | Arrows   | 8    |
| 6  | Tyrrell  | 7    |
| 7  | Brabham  | 5    |
| 8  | March    | 4    |
| 9  | Dallara  | 3    |
| 10 | Rial     | 3    |
| 11 | AGS      | 1    |

| * | Stát           | Body |
| - | -------------- | ---- |
| 1 | Itálie         | 34   |
| 2 | Brazílie       | 31   |
| 3 | Francie        | 29   |
| 4 | Velká Británie | 20   |
| 4 | Belgie         | 4    |
| 5 | USA            | 4    |
| 6 | Německo        | 3    |